# البیاز
البیاز (به فرانسوی: Albias) یک کامین در فرانسه است که در Canton of Nègrepelisse واقع شده‌است.

## خصوصیات
البیاز ۲۱٫۶ کیلومترمربع مساحت و ۲٬۶۱۶ نفر جمعیت دارد و ۹۱ متر بالاتر از سطح دریا واقع شده‌است.